# Папска конклава
Папска конклава је састанак Кардиналског колегијума сазваног да изабере новог Бискупа Рима, то јест папу. Римокатолици папу сматрају апостолским наследником Светог Петра и земаљским вођом Римокатоличке цркве. Конклава представља поступак за избор папе дуже од половине времена постојања Католичке цркве, и најдужи је актуелни начин избора вође неке институције.
Историја политичких мешања и утицаја у избор папе, и последично дуготрајни поступци избора су кулминирали интеррегнумом од 1268. до 1271, што је навело папу Гргура X да изда декрет током Другог сабора у Лиону 1274, да калдинари-електори морају да буду осамљени у закључаној просторији, cum clave (латински, „кључем“) и да им не буде допуштено да изађу док нови бискуп Рима не буде изабран. Конклаве се сада одржавају у Сикстинској капели Апостолске палате.
Од Апостолског доба, Бискуп Рима, попут осталих је биран консензусом клерика и лаика своје бискупије. Тело које врши избор је прецизније дефинисано када је 1059. колегијум кардинала одређен као једино тело задужено за овај задатак. Од тада су се развили остали детаљи овог процеса. 1970, папа Павле VI је ограничио електоре на кардинале који имају мање од 80 година. Тренутно важеће процедуре је успоставио папа Јован Павле II у свом апостолском уставу Universi Dominici Gregis а прерадио их је папа Бенедикт XVI кроз motu proprio издате 11. јуна 2007 и 25. фебруара 2013. Подршка двотрећинске већине гласова је неопходна да би нови папа био изабран, а потребно је да и изабрани кандидат прихвати дужност.